# Obština Gorna Orjachovica
Obština Gorna Orjachovica (bulharsky Община Горна Оряховица) je bulharská jednotka územní samosprávy ve Velikotărnovské oblasti. Leží ve středním Bulharsku v Předbalkánu. Správním střediskem je město Gorna Orjachovica, kromě něj zahrnuje obština 1 město a 12 vesnic. Žije zde přibližně 48 tisíc obyvatel.

## Sídla
- Dolna Orjachovica[p 1][p 2]
- Draganovo[p 1]
- Gorna Orjachovica[p 1][p 2] (sídlo správy)
- Gorski Dolen Trămbeš
- Gorski Goren Trămbeš
- Jantra[p 1]
- Krušeto[p 1]
- Paisij
- Părvomajci[p 1]
- Pisarevo[p 1]
- Polikraište
- Pravda[p 1]
- Strelec
- Vărbica[p 1]

## Sousední obštiny
| Růžice kompasu |                | Polski Trămbeš            |          | Růžice kompasu |
| Růžice kompasu | Veliko Tărnovo | Sever                     | Stražica | Růžice kompasu |
| Růžice kompasu | Veliko Tărnovo | Obština Gorna Orjachovica | Stražica | Růžice kompasu |
| Růžice kompasu | Veliko Tărnovo | Jih                       | Stražica | Růžice kompasu |
| Růžice kompasu | Ljaskovec      |                           |          | Růžice kompasu |

## Obyvatelstvo
V obštině žije 44 109 obyvatel a je zde trvale hlášeno 48 552 obyvatel. Podle sčítání 7. září 2021 bylo národnostní složení následující:
- Bulhaři: 33 783 (93.8 %)
- Turci: 1 451 (4.0 %)
- Romové: 673 (1.9 %)
- ostatní: 121 (0.3 %)

V období 2011 až 2021 v obštině ubylo 1 096 obyvatel.